# Myrcia morroqueimadensis
Myrcia morroqueimadensis är en myrtenväxtart som beskrevs av Hjalmar Frederik Christian Kiaerskov. Myrcia morroqueimadensis ingår i släktet Myrcia och familjen myrtenväxter. Inga underarter finns listade i Catalogue of Life.